# Variável T Tauri

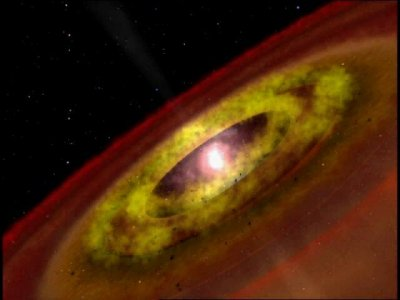
Representação artística de uma estrela T Tauri com um disco circumestelar

Estrelas T Tauri são estrelas muito jovens com pouca massa, em torno de duas massas solares, mas já não são consideradas proto-estrelas e ainda não alcançaram o estado estável de uma estrela normal, sequência principal (estrelas pré-sequência principal). Esta fase é muito agitada, traduzindo-se numa variação de brilho e espectro observados ao longo do tempo. O espectro é caracterizado como espectro de uma estrela normal mas adicionada um excesso contínuo em direção ao azul e infravermelho, sendo o infravermelho ligado a existência de um disco circumestelar. Essas estrelas são ricas em linhas de emissão, resultado de uma cromosfera muito mais activa.

## Características
As estrelas T Tauri são as estrelas mais jovens visíveis, de tipo espectral F, G, K e M e com uma massa inferior a duas massas solares. As suas temperaturas superficiais são similares à das estrelas da sequência principal de massa parecida, mas a sua luminosidade é significativamente mais alta dado o seu maior raio. As suas temperaturas centrais são provavelmente demasiado baixas para iniciar reacções termonucleares. Em seu lugar, a sua fonte de energia é baseada na libertação de energia gravitacional à medida que a estrela se contrai para formar uma estrela da sequência principal, podendo tardar em alcançar este estado entre 10 e 100 milhões de anos. As estrelas T Tauri têm curtos períodos de rotação (por volta de doze dias comparado com um mês para o Sol) e são muito activas e variáveis.
Mostram emissões intensas e variáveis de raios X e de ondas de rádio, e muitas apresentam ventos solares muito fortes. Os seus espectros apresentam maior abundância de lítio que o Sol e outras estrelas da sequência principal, já que este elemento químico se destrói a temperaturas superiores a 2.500.000 K.
Aproximadamente a metade das estrelas T Tauri estudadas possuem discos circumestelares, denominados neste caso discos protoplanetários, dado que se trata dos possíveis progenitores de sistemas planetários como o Sistema Solar. A maioria das estrelas T Tauri encontram-se em sistemas binários.
Objectos parecidos com as estrelas T Tauri mas com massa maior (de 2 a 8 massas solares) são as chamadas estrelas Herbig Ae/Be, que correspondem a estrelas de tipo espectral A e B que ainda não entraram na sequência principal. Não se observaram objectos deste tipo com massa superior a 8 massas solares, pois evoluem muito rapidamente: quando são visíveis já se produz a fusão do hidrogénio no núcleo e são, portanto, estrelas da sequência principal.

## História
Embora conhecidas, foi apenas nos anos 40 que foi feito o primeiro estudo sistemático destas estrelas, pelo astrónomo Alfred Harrison Joy.